# Говарчув
Говарчув (пол. Gowarczów) — місто в Польщі, у гміні Ґоварчув Конецького повіту Свентокшиського воєводства. Населення — 1418 осіб (2011). З 1 січня 2024 року має статус міста.
У 1975-1998 роках село належало до Радомського воєводства.

## Демографія
Демографічна структура на день 31 березня 2011 року:
|          | Загалом | Допрацездатний вік | Працездатний вік | Постпрацездатний вік |
| -------- | ------- | ------------------ | ---------------- | -------------------- |
| Чоловіки | 710     | 137                | 503              | 70                   |
| Жінки    | 708     | 132                | 434              | 142                  |
| Разом    | 1418    | 269                | 937              | 212                  |